# 東城子莫古
東城子莫古（とうじょうしまくこ、生没年不詳）は、『日本書紀』に登場する百済官吏。官位は徳率。蒙古出身の人。「莫古」は「蒙古」に由来する。

## 人物
554年に東城子莫古は百済から日本に派遣されており、東城子莫古の派遣に合わせて、百済が五経博士、易博士、暦博士、医博士、採薬師、楽人などを日本に貢上している。